# Lucian Mureșan

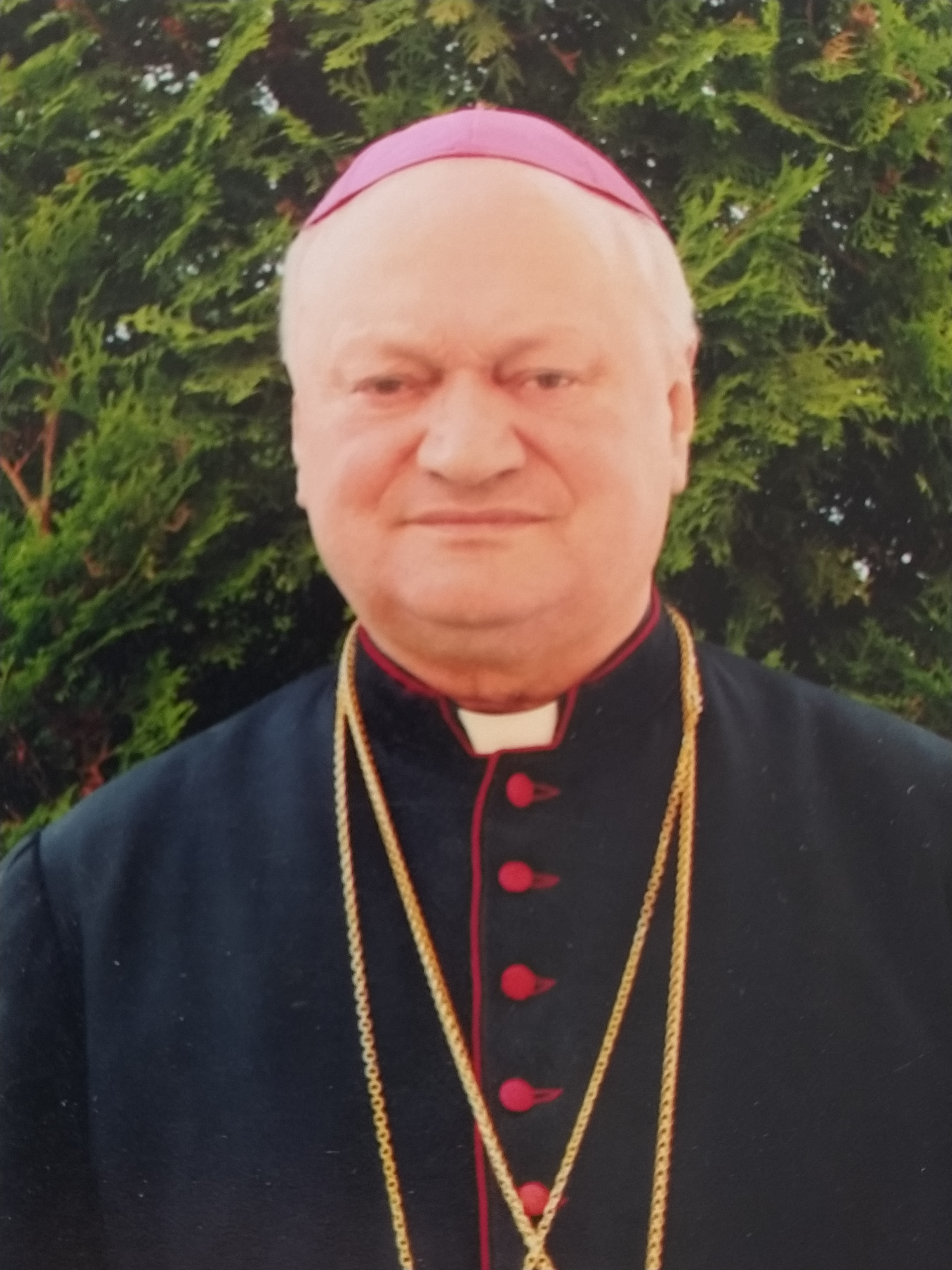
Lucian Mureșan (2004)

Lucian Kardinal Mureșan (* 23. Mai 1931 in Firiza, heute Teil von Baia Mare, Kreis Maramureș) ist ein rumänischer griechisch-katholischer Geistlicher. Er ist seit 1994 Erzbischof, seit 2005 Großerzbischof von Făgraș und Alba Iulia und als Metropolit das Oberhaupt der mit Rom unierten Rumänischen griechisch-katholischen Kirche.

## Leben
Lucian Mureșan wurde am 23. Mai 1931 als zehntes von zwölf Kindern seiner Eltern Petru und Maria geboren. Während der kommunistischen Herrschaft wurde die griechisch-katholische Kirche 1948 vom rumänischen Staat aufgelöst und ihre Geistlichen, die sich dem nicht beugen wollten, verfolgt und eingesperrt. Da sein Berufswunsch als Priester zu der Zeit unerreichbar erschien, absolvierte er zunächst eine Tischlerlehre und leistete Militärdienst bei den Luftstreitkräften. Im Geheimen bestand die griechisch-katholische Kirche jedoch fort und Bischof Iuliu Hossu wählte Mureșan als einen von fünf griechisch-katholischen Priesteranwärtern aus, die am römisch-katholischen Theologischen Institut in Alba Iulia ausgebildet wurden. Drei von ihnen brachen das Studium in den ersten beiden Jahren ab, die beiden verbliebenen, darunter Mureșan, wurden im vierten Studienjahr vom Institut ausgeschlossen.
Von der Geheimpolizei Securitate verfolgt und von den meisten Arbeitsmöglichkeiten ausgeschlossen, verdiente er seinen Lebensunterhalt zehn Jahre lang als ungelernter Arbeiter in einem Steinbruch. Nach der Begnadigung und Haftentlassung der griechisch-katholischen Bischöfe Rumäniens empfing Mureșan am 19. Dezember 1964 von Bischof Ioan Dragomir die Priesterweihe für das Bistum Maramureș. Die Rumänische griechisch-katholische Kirche blieb aber verboten und Mureșan musste sein Priesteramt im Geheimen ausüben. Im Hauptberuf arbeitete er weiterhin im Steinbruch und später bei der staatlichen Straßen- und Brückenverwaltung. Nach dem Tod Ioan Dragomirs 1985 ernannte der Metropolit Alexandru Todea Mureșan zum Leiter des Bistums Maramureș im Untergrund.
Als die griechisch-katholische Kirche nach dem Ende der kommunistischen Herrschaft in Rumänien wieder offen auftreten konnte, ernannte Papst Johannes Paul II. ihn im März 1990 auch offiziell zum Bischof von Maramureș. Die Bischofsweihe fand am 27. Mai 1990 unter freiem Himmel am Denkmal des rumänischen Soldaten in Baia Mare vor tausenden Gläubigen statt. Hauptkonsekrator war der damalige Erzbischof von Făgraș und Alba Iulia und spätere Kardinal Alexandru Todea; Mitkonsekratoren waren der Bischof von Lugoj, Ioan Ploscaru, und der emeritierte Nuntius in Deutschland und spätere Kardinal, Guido Del Mestri. Nach dem Rücktritt Alexandru Todeas wurde Mureșan 1994 zum Erzbischof und Metropoliten von Alba Iulia und Făgăraș ernannt. Am 27. August 1994 wurde er in der Kathedrale von Blaj feierlich in sein Amt eingeführt. Als Metropolit empfing er von Papst Johannes Paul II. das Pallium. 
Am 16. Dezember 2005 wurde er von Papst Benedikt XVI. zum ersten Großerzbischof der rumänisch-katholischen Kirche bestellt. Im feierlichen Konsistorium vom 18. Februar 2012 nahm ihn Benedikt XVI. als Kardinalpriester mit der Titelkirche Sant’Atanasio (Sant’Atanasio dei Greci) in das Kardinalskollegium auf. Er war bis 2019 wiederholt Präsident der Rumänischen Bischofskonferenz sowie Präsident des Rates der rumänischen Kirche in Rumänien.

## Mitgliedschaften
Kardinal Mureșan ist Mitglied folgender Einheiten der Römischen Kurie:
- Kongregation für die orientalischen Kirchen (seit 2003[4], bestätigt 2012[5])